# Maliattha baetica
Maliattha baetica är en fjärilsart som beskrevs av Swinhoe 1890. Maliattha baetica ingår i släktet Maliattha och familjen nattflyn. Inga underarter finns listade i Catalogue of Life.